# 亮豹蛛
亮豹蛛（学名：Pardosa luctinosa）为狼蛛科豹蛛属的动物。分布于古北区以及中国大陆的新疆等地，一般生活于草丛或麦田。该物种的模式产地在欧洲。